# 簡永輝
簡永輝（Terry KAN Wing-fai，1975年7月23日—），簡炳墀之次子，現任香港大律師，自由黨成員，曾參選北區區議會2008年香港立法會選舉及2007年香港區議會選舉。
簡永輝自1989年9月起留學英國, 先於英國高級程度會考獲3優，再於倫敦帝國學院主修電子及電機工程, 畢業之後再唸英國西敏大學法律，考取法律文憑, 1998年9月回香港唸香港大學法律專業證書課程, 1999年9月4日成為大律師，主攻刑法及工傷賠償、知識產權等。簡永輝曾經加入清洪大律師辦事處執業。專門刑事法。簡永輝是三項鐵人比賽常客，同時喜愛世界各地參加馬拉松跑步，也是維港渡海泳高手。

## 家庭
簡永輝有一位哥哥，簡永強（Lester KAN Wing-keung),  現於英國倫敦開設律師行，主要提供移民法律服務。

## 外部參考
- 簡永輝 官方網址 （页面存档备份，存于）
- 簡炳墀之子 - 簡永輝的志願
- 簡永輝議員 北區區議員

1. ↑  簡炳墀兒子正式成為大律師，簡氏一家及主帥昆霑誠出席高院宣誓儀式，香港太陽馬經，1999年9月5日。
2. ↑  .   [2021-01-07]. （原始内容存档于2021-01-09）.